# Campeonato Paraguaio de Futebol de 1982
O Campeonato Paraguaio de Futebol de 1982 foi o septuagésimo segundo torneio desta competição. Participaram dez equipes. O Resistencia Sport Club foi rebaixado. O campeão e o vice do torneio representaria o Paraguai na Copa Libertadores da América de 1983
| Equipe                  | Cidade   | Departamento     | No ano anterior                                                      | Estádio | Capacidade | Títulos                                           | Participações |
| ----------------------- | -------- | ---------------- | -------------------------------------------------------------------- | ------- | ---------- | ------------------------------------------------- | ------------- |
| Club Cerro Porteño      | Assunção | Distrito Capital | Lugar                                                                | --      | --         | 19 (último em 1977)                               | 66            |
| Club Guaraní            | Assunção | Distrito Capital | Lugar                                                                | --      | --         | 8 (1906,1907, 1921, 1923, 1949, 1964, 1967, 1969) | 71            |
| Club Olimpia            | Assunção | Distrito Capital | Campeão                                                              | --      | --         | 28 (último em 1981)                               | 72            |
| Club Libertad           | Assunção | Distrito Capital | Lugar                                                                | --      | --         | 7 (1910, 1920, 1930,1943, 1945, 1955, 1976 )      | 68            |
| Club River Plate        | Assunção | Distrito Capital | Lugar                                                                | --      | --         | 0 (não possui)                                    | 66            |
| Club Sportivo Luqueño   | Luque    | Central          | Lugar                                                                | --      | --         | 2 (1951,1953)                                     | 48            |
| Club Atlético Tembetary | Ypané    | Central          | Lugar                                                                | --      | --         | 0 (não possui)                                    | 11            |
| Sol de América          | Assunção | Distrito Capital | Vice Campeão                                                         | --      | --         | 0 (não possui)                                    | 67            |
| Club Nacional           | Assunção | Distrito Capital | Lugar                                                                | --      | --         | 6 (1909, 1911, 1924, 1926, 1942, 1946)            | 71            |
| Club Oriental           | Assunção | Distrito Capital | Campeão do Campeonato Paraguaio de Futebol de 1981 - Segunda Divisão | --      | --         | 0 (não possui)                                    | 1             |

## Premiação
| Campeonato Paraguaio 1982 Primeira Divisão |
| Assunção                                   |
| ------------------------------------------ |
| Club Olímpia Campeão (29º título)          |